# Non è la Rai 2
Non è la Rai 2 è la seconda compilation di brani, generalmente cover, cantati nella trasmissione televisiva Non è la RAI.

## Il disco
Esce nel giugno 1993 e, come nel precedente, i brani sono per la maggior parte solo interpretati dalle ragazze del programma e cantati dalle vocalist. Le ragazze che hanno potuto incidere con la propria voce almeno un brano su questo disco sono Pamela Petrarolo, Laura Migliacci, Roberta Carrano, Alessia Gioffi, Virginia Presciutti e Francesca Pettinelli.
Il disco contiene 23 tracce. Unico inedito di questa compilation è Caldo caldo caldo, mentre la canzone Reach Out I'll Be There sarebbe dovuta inizialmente essere interpretata da quattro ragazze invece che da tre, come testimonia il numero delle vocalist. La quarta ragazza sarebbe dovuta essere Eleonora Cecere.
In allegato gratis, c'erano anche i tatuaggi delle ragazze interpreti.

## Tracce e interpreti
1. Arianna Becchetti, Laura Migliacci e Monia Arizzi - Woolly Bully - 2:43 (cantante: Anna Maria di Marco, Stefania Del Prete e Letizia Mongelli) (S.Samudio)
2. Virginia Presciutti - Dancing Queen - 3:01 (Andersson, Ulvaeus)
3. Francesca Pettinelli - Superstition - 2:41 (Wonder)
4. Angela Di Cosimo - Baby Face - 2:50 (cantante: Beatrice Magnanensi) (Davis, Akst)
5. Marzia Aquilani - Conosci mia cugina - 2:28 (cantante: Letizia Mongelli) (Pinchi, C.A.Rossi)
6. Eleonora Cecere - This Will Be - 2:46 (cantante: Stefania Del Prete) (Morris, Jackson Chuck)
7. Pamela Petrarolo - Respect - 2:31 (Redding)
8. Angela Di Cosimo, Emanuela Panatta e Pamela Petrarolo - Reach Out I'll Be There - 3:15 (cantante: Anna Maria Di Marco, Letizia Mongelli, Tania Savoca e Stefania Del Prete) (Holland–Dozier–Holland)
9. Pamela Petrarolo, Emanuela Panatta - Hold on I'm Comin' - 3:01 (cantante: Anna Maria Di Marco e Stefania Del Prete) (Hayes, Porter)
10. Miriana Trevisan - Dio, come ti amo - 3:40 (cantante: Antonella Tersigni) (Modugno)
11. Ambra Angiolini - Cry to Me - 2:38 (cantante: Antonella Tersigni) (Burke)
12. Ambra Angiolini - Think - 3:00 (cantante: Antonella Tersigni) (Franklin, Ted White)
13. Laura Migliacci e Roberta Carrano - Caldo caldo caldo - 3:26 (F.Migliacci, E.Migliacci)
14. Pamela Petrarolo - (You Make Me Feel Like) A Natural Woman - 2:50 (Goffin, King, Wexler)
15. Alessia Gioffi - Gimme Some Lovin'/Everybody Needs Somebody to Love - 3:36 (S.Winwood, S.Davis, M.Winwood, Wexler, Berns, Burke)
16. Cristina Quaranta - Don't Leave Me This Way - 3:30 (cantante: Alessia Marinangeli) (Huff, Gamble, Gilbert)
17. Ilaria Galassi - Bobo Step - 3:00 (cantante: Antonella Tersigni) (Morgan, Boncompagni)
18. Barbara Lelli e Letizia Catinari - Knock on Wood - 3:28 (cantante: Beatrice Magnanensi e Letizia Mezzanotte) (Floyd, Cropper)
19. Ilaria Galassi - Sono nera - 2:45 (cantante: Antonella Tersigni) (Boncompagni, P.Ormi)
20. Ambra Angiolini - Never Can Say Goodbye - 3:27 (cantante: Antonella Tersigni) (C.Davis)
21. Roberta Carrano - You Keep Me Hangin' On - 2:51 (Holland-Dozier-Holland)
22. Roberta Carrano - What's Your Name, What's Your Number - 2:58 (Cook, Woods)
23. Angela Di Cosimo, Eleonora Cecere, Emanuela Panatta e Pamela Petrarolo - Strapazzami di coccole - 3:10 (cantante: Anna Maria Di Marco, Stefania Del Prete, Letizia Mongelli) (Boncompagni, Bracardi, Mazzullo)

## Classifiche
| Classifica (1993)                     | Posizione |
| ------------------------------------- | --------- |
| Classifica degli album italiana       | 8         |
| Classifica di fine anno italiana 1994 | 47        |